# 克勞福德縣 (印地安納州)
克勞福德縣（英語：Crawford County）是美國印地安納州南部的一個縣，南隔俄亥俄河與肯塔基州相望。面積800平方公里。根據美國2000年人口普查，共有人口10,743人。縣治英吉利（English）。
成立於1818年3月1日，縣名紀念在詹姆斯·麥迪遜和安德魯·傑克遜時期分別擔任戰爭部長和財政部長的威廉·哈里斯·克勞福德；另一說指的是在美國獨立戰爭中被殺的威廉·克勞福德。